# へべれけ (ゲーム)
『へべれけ』は、1991年9月20日にサンソフトから発売されたファミリーコンピュータ用のアクションゲームソフト。またはそのシリーズ名。

## 概要
1990年代のサンソフトの代表的なタイトルのひとつで、コミカルでシュールな世界観を特徴としている。多くのシリーズ作品がリリースされているが、作品ごとにジャンルとシステムが異なっている。
主人公キャラクターの「へべ」は、サンソフトの公式ホームページや公式SNSでアイコンとして用いられるなど、メーカーのマスコットキャラクターとなっている。
キャラクターデザイナーのうっちーによる4コマ漫画を徳間書店刊『ファミリーコンピュータMagazine』の刊末で連載。当初の約2年分を纏めた『へべれけのほん』も刊行された。掲載誌の『ファミマガ』の誌名が『ファミマガ64』に変更後も連載は継続し、『ファミマガ64』の月刊化に伴い連載タイトルが『ぺもぺも』に改題されたが、1998年の休刊と同時に自然終了した。『へべれけのほん』未掲載分の単行本は出版されていない。
1994年頃にはナムコ販売でゲームセンターの景品展開が行なわれたが、ナムコ直営店アミューズメントスポットのみの卸しだったため、品薄でファンにも行き渡らなかった。
シリーズ作品の多くは、携帯アプリゲームにも移植されている。2009年11月13日にiPhoneとiPod touch用にコミックが配信開始された。

## シリーズ作品
へべれけ
1991年9月20日にファミリーコンピュータ用ソフトとして発売。
とある2つの勢力の間で大きな戦争が起き、その影響で開いた次元の狭間に落ちてしまった主人公「へべ」が仲間を集めながら元の世界に戻るために冒険する。キャラクターの外観や口調が特徴的。オープニングデモでの説明を途中で終わらせ説明書を読むよう促すといった、変わった演出も見られる。
広大なマップを探索し、仲間を集めたりアイテムを集めて行動範囲を広げながら進む内容（いわゆるメトロイドヴァニア）。難易度は高いが、グラフィックやBGMのクオリティには定評がある。
後に、2002年3月28日に発売されたPlayStation用ソフト『メモリアル☆シリーズ サンソフト Vol.5』に収録された。
2010年4月20日よりプロジェクトEGGにて配信開始。
2011年3月29日よりWii、2013年7月24日よりニンテンドー3DS、2015年1月28日よりWii Uのバーチャルコンソールにてそれぞれ配信開始。
Ufouria: The Saga（ユーフォーリア・ザ・サーガ）
『へべれけ』のヨーロッパおよびオーストラリア向け版。両地区とも1992年にNES用ソフトとして発売。ゲーム画面や音楽は日本版と全く同じであったが、「へべ」と「おーちゃん」が日本版と異なったキャラクターとなっている。なお、2010年にはヨーロッパおよび北アメリカ向けにWiiバーチャルコンソール用ソフトとして復刻された。
へべれけのぽぷーん
1993年12月22日にスーパーファミコンで発売、同年6月下旬にアーケードゲームとして移植された。
パズルゲームである同作は落ち物パズルであり、『ぷよぷよ』との類似性が指摘されている。また、キャラクターごとに連鎖時の攻撃パターンが異なっている。
独特のテクノサウンド風のBGMが特徴。
2011年3月8日よりプロジェクトEGGにて配信開始。
すごいへべれけ
1994年3月31日にスーパーファミコン用ソフトとして発売。ジャンルは格闘アクションゲーム。
当時人気を博していた『ストII』タイプとは異なり、クォータービューでマルチタップ使用による4人までの同時対戦が可能となっている。
キャラクター毎のストーリーが用意されておりマルチエンディング式。
上、下、右、左、A、B、X、Yでタイトルが「すごいぜへべれけ」に変わり、同キャラ対戦が可能となる。
A、Y、Lを押しつつ電源を入れるかリセットボタンを押すと、サウンドテストができる。
モードによっては、エンディング後放置するとキャラクターによるデモが始まる。
2011年12月13日よりプロジェクトEGGにて配信開始。
2020年12月18日より『スーパーファミコン Nintendo Classics』にて配信開始。日本国外では未発売のタイトルだったが、同サービスにて、2024年4月12日より欧米地域でも『Amazing Hebereke』のタイトルで日本版をそのまま配信されている。
へべれけのおいしいパズルはいりませんか
1994年8月31日にスーパーファミコン用ソフトとして発売された。ジャンルはパズルゲーム。
内容は1993年にリリースされたアーケードゲーム『おいしいパズルはいりませんか』と同じ。キャラクターが『へべれけ』の登場人物に変更されている他、若干の差異がある。
はしれへべれけ
1994年12月22日にスーパーファミコン用ソフトとして発売。
ジャンルはレースゲームだが、乗り物は登場せず、『へべれけ』のキャラクター達が走り回る内容になっている。キャラクター自身がレースマシン代わりのためドリフトも可能。
1面の上の方にある小屋に入るとサウンドテストができる。
エンディング後放置するとキャラクターによるデモが始まる。
2011年10月11日よりプロジェクトEGGにて配信開始。
ポポイっとへべれけ
1995年にアーケードゲームとしてリリースされた後、3月3日にセガサターン版、5月26日にPlayStation版、7月28日にスーパーファミコン版が相次いで発売された。
落ち物パズルだが『ぽぷーん』とはルールが異なっており、『Dr.マリオ』に近い一人プレイ向きの内容になっている。
なお、PlayStation版として発売された『へべれけスてーショんポポイっと』には『ぽぷーん』も収録されている。
2011年9月13日より、スーパーファミコン版がプロジェクトEGGにて配信開始。
へべれけ2
2024年2月29日にNintendo Switch/PlayStation 5/Xbox Series X/S/Steam用ソフトとして発売。
『へべれけ』の32年ぶりの正統続編で、前作のようなメトロイドヴァニアではなく、ローグライク要素が強めのゲームになっている。
へべれけ えんじょいえでそん
2024年3月28日にNintendo SwitchとSteamでシティコネクションより発売。初代『へべれけ』の復刻版。巻き戻しやクイックセーブ/ロードや連射（ジャンプ）などの便利機能を使ってプレイする「えんじょいモード」とエンディングまでのクリアタイムを記録する「すぴーどらんモード」のほか、えんじょいモードで達成した実績を確認できる「アチーブメント」や日本版と海外版『Ufouria: The Saga』の資料画像を閲覧できる「エクストラ」といったモードもある。その他、新しいイベントに遭遇すると『へべれけ』と『Ufouria:The Saga』の比較画像と日英翻訳を閲覧できる「スペシャルスナップ」という機能が付いている。のちにこの機能はシティコネクションの別プロジェクト「ジャレコレ ファミコン編」で字幕機能を導入するきっかけとなった。
はしれへべれけEX（仮題） / HASHIRE HEBREKE: EX（仮題）
2025年にNintendo Switch/Steamで発売予定。『はしれへべれけ』のリメイク版で、新たにタイムアタックモード、新規キャラクター、新ステージを追加し、4人のオンラインマルチプレイに対応。開発はCRT GAMES。

## 関連作品
バーコードワールド
ファミリーコンピュータ用ソフト。バーコードバトラーIIと接続して遊ぶゲーム。同梱のカードやゲーム中のグラフィックの一部に『へべれけ』のキャラクターが使用されている。
アルバートオデッセイ
スーパーファミコン用ソフト。主役の4人が町人として登場する。
弁慶外伝-沙の章-
スーパーファミコン用ソフト。ゲーム中の“ある地域”でへべが敵として登場する。
おーちゃんのお絵かきロジックシリーズ
おーちゃんが主役のピクロスタイプのゲーム。発売ハード・続編を含めると本筋である『へべれけ』よりもタイトル数が出ているシリーズ。
ぺんぎんくんギラギラWARS
Nintendo Switch、PlayStation 4用ダウンロードソフト。ダウンロードコンテンツとして、へべ、おーちゃん、すけざえもん、ぢぇにふぁーの4キャラクターが登場。
ブラスターマスター ゼロ 2
Nintendo Switch、PlayStation 4、PC(Steam)、Xbox One、Xbox Series X/S用ダウンロードソフト。すけざえもんをモチーフとした「ジョッキ」というキャラクターが登場している。
たくさんへべれけ
サウンドトラックCD。『へべれけ』『へべれけのぽぷーん』『すごいへべれけ』の曲と、へべれけと同時期リリースの『ギミック!』の曲も収録。
付録CDにへべれけに関した楽曲も収録されていた『スーパーファミコンマガジン』誌面で葉山宏治が『へべれけのぽぷーん』の曲はプロの仕事だ、と誉めていることも確認出来る。
サンソフト ミュージックコレクション Vol.3
「たくさんへべれけ」以降のシリーズ楽曲も収録されたサウンドトラックCD。
Rom Cassette Disc In SUNSOFT
サウンドトラックCD。『へべれけ』などのサンソフトのゲーム曲が収録されている。
Rom Cassette Disc In SUNSOFT Remix
サウンドトラックCD。『へべれけ』などのサンソフトのゲーム曲のリミックスが収録されている。
へべれけとへべれけ2のおりじなるさうんどとらっく
サンソフト公式オンラインショップで期間限定販売された『へべれけ2』限定セット「32年くらいぶりの復活記念特別版」に同梱されているサウンドトラックCD。
『へべれけ2』の楽曲と『へべれけ』の楽曲が入っている。
へべれけのスクリーンセーバー
PC用アクセサリーソフト。スクリーンセーバー以外にも壁紙やキャラクター音声も収録されている。
超!楽しいインターネットともだちのわ
PlayStation 2用ソフト＋モデム同梱で発売。
Oh! Type
おーちゃんが主役のタイピングソフト。
へべれけのペアペアウォーズ
リリース予定はあったものの結果的に日の目を見なかったNEO-GEO用のアーケードゲーム。一部雑誌などにゲームショーで出品された画面写真が載った。
同社の『上海』のキャラクター差し替え版に当たる。

## 主な登場キャラクター
本項での声優は、『すごいへべれけ』などのシリーズでの声優である。また超必殺技などは、『すごいへべれけ』の技、必殺技は、初代『へべれけ』の技も含んでいる。
へべ
声：林原めぐみ
シリーズの主人公で、雪だるまのような外見をしている謎の生物。
氷の上は滑ってしまい上手く歩けない上、泳ぎも苦手である。
一人称は「わち」で、語尾に「にょ」や「ぴょ」を付けるなど独特な喋り方をする。
ゲーム的には「アイテム（吸盤）で壁が昇れる」「足が速い」キャラクター。 
- 必殺技 くびちょんぱあたーく/くびどっかんあたーく
  - 向いている方向に首が飛び、敵に攻撃できる。

- 必殺技 うぴょーあたーく
  - 首を上方に飛ばす対空技。

- 超必殺技 へべ乱舞
  - 全身を発光させ、踊りながら敵に体当たりする技。

おーちゃん
声：かないみか
ネコの着ぐるみを着ている女の子。
かわいらしい見た目をしているが、実際は高飛車な性格をしている。お嬢様言葉を話し、よく高笑いをする。
歌が好きで、よくリサイタルを開きたがっている。しかし音痴。
へべに好意を持っているが、性格上それを表に出さない（とされている）。
ゲーム的には「水面を泳ぎ、氷上を歩ける」「二段ジャンプが出来る」キャラクター。
攻撃力と体力は弱い。
- 必殺技 あいすこちこちあたーく
  - 敵を凍らせることが出来る。『へべれけ』や『へべれけ2』では長い時間敵を凍らせることができ、更に凍らせた敵の上に乗ることも可能。

- 必殺技 しっぽぐるぐるあたーく
  - 仰向けになり、クルクル周りながら体当たりする技。

- 超必殺技 しんぎんぐおー
  - マイクを取り出し、歌声（音符）を飛ばして周囲に攻撃する。

デザインワークス的には主人公のへべよりも前から存在しており、当初は着ぐるみを着ておらず、しかも性別が男の子という、現在のおーちゃんとは大きくイメージが異なるものだった。

助左衛門（すけざえもん）
声：若本規夫
サングラスと羽のついた帽子をつけたお化けのような外見をしており、礼儀正しい武士言葉を話す。
動きもノッタリふわふわしている不思議なキャラ。その外見故か、身軽で空中を漂う事が出来る。
ゲーム的には「高く長いジャンプが可能」なキャラクター。
- 必殺技 めんたまとびであたーく
  - サングラスをずらし、後頭部をハンマーで叩くことにより目を飛び出させて敵に攻撃することが出来る。『へべれけ』では目玉が誘導弾となり、敵を全滅させる。

- 必殺技 すけはんまー/すけ16tハンマー
  - 持っているハンマーで攻撃。

- 必殺技 めだまわーぷ
  - 姿を消しながら移動する。

- 超必殺技 ちゃのみすけ
  - 座布団に座ってお茶を飲み、体力を回復する。

ぢぇにふぁー（ヂェニファー）
声：千葉繁
二足歩行をするチョウチンアンコウのような格好をしており、水中行動が出来る。
攻撃力が高く打たれ強い。
ひねくれ者で口が悪いが、気は優しいらしい。
おーちゃんに好意を持っているが、相手にされていない。
ゲーム的には「水中での行動が可能」なキャラクター。
- 必殺技 うげーばくだんあたーく
  - 爆弾をクチから吐くことが出来る。破壊力満点だが、爆風に触れると自身もダメージを受ける。『へべれけ』では特定のブロックを破壊することができる。また、敵味方問わず、爆風に触れてもダメージを受けない。

- 必殺技 びりびりあたーく
  - 電撃で相手の行動を止め、その間に一方的に攻撃する。

- 超必殺技 すりーぴんぐぢぇに
  - 周囲に向かって一気に爆弾を8個吐き出し、自身は眠って爆風を無効化する。

ぺんちゃん（ペンちゃん）
声：林原めぐみ
ペンギンの着ぐるみを着ている女の子で、おーちゃんと同じ種族。おとなしいがドジな一面もある。
キャラクター的にはスピードを生かした体当たりが得意。
初登場の『へべれけ』では、氷を滑って体当たりしてくる敵キャラだった。
- 必殺技 ぺんそると
  - サマーソルトキックで敵を攻撃する。弧を描くように放つ対空技。

- 必殺技 ぺんくらっしゃー
  - ヘッドスライディングで敵を攻撃。『すごいへべれけ』では必殺技発動時に、「負けないっ」というセリフがつく。

- 超必殺技 超ぺんくらっしゃー
  - ぺんくらっしゃーの強化版。威力だけでなく、スピードと攻撃範囲も上回る。

ぼーぼーどり
声：千葉繁
よく「たまご」を無くすヘンテコな外見の鳥。頭の部分からプロペラを出して飛ぶことができる。語尾に「よう」をつけて話す。
空中戦が得意。
- 必殺技 ぷるぷるあたーく
  - 頭からプロペラを出して敵を攻撃。

- 必殺技 たかいたかいあたーく
  - 敵を空高く持ち上げて上空から落とす。『すごいへべれけ』の必殺技では全キャラクター中最大の攻撃力を誇る（が、操作がそれなりに難しい）。

- 超必殺技 ひなあたーく
  - ひなを2羽発生させ、自身の周囲を回転させる。敵がひなに当たるとダメージ。

うつーじん
声：若本規夫
うにょーんの手下で、遠くの宇宙からやって来た高度な科学文明を持つ宇宙人。触角の付いた着ぐるみを着ている。『へべれけ』では着ぐるみの触角の数が1本だが、それ以降からは2本になっている。語尾に「むー」をつけて話す。
UFOを操り、科学の力を利用した兵器で攻撃してくる。
- 必殺技 うつーれーざー
  - レーザーで相手を撃つ。

- 必殺技 こうつー
  - こうつー（後述）を相手に向けて放つ。

- 超必殺技 UFOふぁいなる
  - UFOに乗って前方に突進する。

うにょーん
声：若本規夫
悪の帝王。『へべれけ』のラストボス。『へべれけ』以降はうつーじんの協力で自らの身体を改造している。
- 必殺技 どちゅーんあたーく
  - 頭からミサイルを打つ。

- 必殺技 うにょばりあー
  - 自分の周りにバリアを張る。

- 必殺技 ？不明
  - 接触した敵の体を燃やす。

- 超必殺技 うにょふぁいなる
  - 全方向に光線を発射する。

むうねこ（むうネコ）
うにょーんの手下。見た目がほぼ同じの2個体が存在する。さんぼ同様に中ボス的キャラクターだが、作品によっては審判を務めている。
さんぼ
カギ等のアイテムを守る中ボス的キャラクター。攻撃するたびに表情と歩くスピードを変える。一度倒されても頭だけになってプロペラで移動できる個体や、時折ジャンプをする寒冷地仕様の個体や、泳いでこちらを追跡してくる水中仕様の個体も存在する。
こうつー
うつーじんの手下。外見はうつーじんを小さくしたもの。うつーじんとセットで登場することが多い。
みっきー
黒色の丸い耳が頭にあり、オーバーオールを身につけた外見の敵キャラ。壁を登っており、上下を往復する。
へべぺん（へべペン）
頭と手の部分が紫色のへべ。帽子は被っていない。ペンギンのような外見をしている。説明書にてその存在が確認できる。『へべれけのぽぷーん（アーケード版）』、『ポポイっとへべれけ（セガサターン版）』でも、背景として登場している。
へべにわ
帽子の代わりに、頭に鶏冠のあるへべ。ニワトリのような外見をしている。説明書にてその存在が確認できる。『はしれへべれけ』でも、表彰シーンに登場している。
へべあひ
全身が黄色で、くちばしが大きいへべ。帽子は被っていない。あひるのような外見をしている。漫画にのみ登場する。
てけてけ
1頭身の白色の敵キャラ。左右を往復する。その場から動かずに、上下に浮遊している個体もいる。『すごいへべれけ』ではアイテムを運んでくる（触れてもダメージは受けない）。
けらす
カラスのような外見の敵キャラ。空を飛びつつ、フンを落としてくる。海外版では落とすものが「16t」と書かれた分銅に変更されている。『すごいへべれけ』ではアイテムを運んでくる。
くちげるげ
唇の外見の敵キャラ。舌を出し入れして前に進み、左右を往復する。
ぷにぷに
緑色のスライムのような敵キャラ。小刻みに揺れた後、ジャンプを繰り返す。
ぽぷーん
敵キャラクターを倒すと出てくることがある物体。投げて敵に攻撃することが出来る。
『すごいへべれけ』では負けたキャラクターがこの姿になり、攻撃不能になる。しかし、裏技を使用すれば自爆攻撃が可能。